# Kartografija
Kartografija je djelatnost koja se bavi prikupljanjem, preradom, pohranjivanjem i upotrebom prostornih informacija, te posebno njihovom vizualizacijom kartografskim prikazom. Pri tome se prostornom informacijom smatra svaki navod, kojemu uz iskaz o značenju objekta pripada i položajna određenost u datom sustavu.
Kartografija je disciplina koja se bavi zasnivanjem, izradom, promicanjem, i proučavanjem karata.
Kartografija je staro umijeće, vještina, struka, ali riječ kartografija prvi se put pojavljuje uz riječi geografija i horografija izgravirana na jednom geodetskom instrumentu iz 1576. godine. Kao pojam za znanstvenu djelatnost prvi ju je upotrebio povjesničar geografije M. F. Desantarem 1839. godine. Kartografija je sve do 19. st. bila gotovo isključivo u okrilju geografije, jer su geografska otkrića bila poticaji za razvoj. Od 15. st. pravi poticaj dolazi od matematike, osobito za teoriju kartografskih projekcija. Idući poticaj je od strane geodezije kao primijenjene matematičke discipline, osobito kao geodetska osnova teorije izohipsi. U geodeziji je kartografski prikaz krajnji rezultat rada.
Kartografija se od geografije i geodezije razlikuje po objektu istraživanja. Objekt istraživanja geografije je izgled, sadržaj i značenje pojedinih dijelova površine Zemlje. Objekt istraživanja geodezije je izmjera Zemlje. Objekt istraživanja kartografije je pretvorba prostorne stvarnosti u grafički prikaz u ravnini. To znači da su objekt istraživanja kartografije pronalaženje najprikladnije kartografike i vrste kartografskog prikaza, kako bi taj prikaz ili znakovni model određenih vanjskih i unutrašnjih obilježja prostorno vezanih i položajno određenih objekata bio takav da kod korisnika može izazvati što bolju predodžbu prostorne stvarnosti.

## Poveznice
- Zemljovid
- Povijest kartografije
- mjerilo

### Hrvatski kartografi i geodeti
- Ignac Beyschlag
- Nedjeljko Frančula
- Mato Janković
- Vjekoslav Köröskenyi
- Filip Racetin
- Franjo Zavoreo (1749. – 1822.)

### Strani kartografi
- Johannes Frischauf, austrijski kartograf s kraja 19.st. koji je opisao hrvatske planine
- Nikolaj Abakumov, ruski geodet koji je od 1927. – 1951. predavao na geodetskom odjelu Tehničkog fakulteta u Zagrebu
- Charles François Beautemps-Beaupré, francuski kartograf iz 19.st., koji je obavio hidrografska mjerenja obale i luka Jadranskog mora
- Mihály Lajos Jeney, iz 18.st. koji izradio kartografska mjerenja dijelova kontinentalne Hrvatske za tadašnje vojne potrebe
- Joan Blaeu, iz 17.st., nizozemski je izdavač karata, atlasa, astronomskih karata i globusa čija izdanja sadrže detaljne opis i karte naselja Dalmacije
- Antal Fasching, mađarski geodet, profesor na Tehničkoj visokoj školi u Zagrebu (1923-1927)
- R. von Tobias Österreicher, zaslužan za kartografska i hidrografska mjerenja Jadrana.

## Vanjske poveznice
- kartografija Hrvatska tehnička enciklopedija, portal hrvatske tehničke baštine. LZMK